# Морико, Лючия
Лючия Морико (итал. Lucia Morico; 12 декабря 1975, Фано) — итальянская дзюдоистка полутяжёлой весовой категории, выступала за сборную Италии на всём протяжении 2000-х годов. Участница двух летних Олимпийских игр, бронзовая призёрка Олимпиады в Афинах, чемпионка Европы, чемпионка Средиземноморских игр, победительница многих турниров национального и международного значения.

## Биография
Лючия Морико родилась 12 декабря 1975 года в городе Фано провинции Пезаро-э-Урбино. Активно заниматься дзюдо начала с раннего детства, проходила подготовку в Риме в столичном спортивном клубе G.S. Fiamme Gialle.
Первого серьёзного успеха на взрослом международном уровне добилась в 2000 году, когда попала в основной состав итальянской национальной сборной и побывала на чемпионате Европы в польском Вроцлаве, откуда привезла награду серебряного достоинства, выигранную в абсолютной весовой категории — в финале проиграла немке Кате Гербер. Год спустя выступила на Средиземноморских играх в Тунисе, где одержала победу в зачёте полутяжёлого веса. Ещё через год на европейском первенстве в словенском Мариборе получил серебро, проиграв в финале француженке Селин Лебрен. На аналогичных соревнованиях следующего сезона в немецком Дюссельдорфе одолела всех своих оппоненток в полутяжёлой категории и завоевала тем самым золотую медаль.
В 2004 году Морико стала серебряной призёркой европейского первенства в Бухаресте и благодаря череде удачных выступлений удостоилась права защищать честь страны на летних Олимпийских играх в Афинах. Взяла здесь верх над первой своей соперницей, однако на стадии четвертьфиналов потерпела поражение от титулованной японки Норико Анно, которая в итоге и стала олимпийской чемпионкой. В утешительных встречах за третье место выиграла все три поединка, в том числе решающий поединок против украинки Анастасии Матросовой, и завоевала тем самым бронзовую олимпийскую медаль.
После афинской Олимпиады Лючия Морико осталась в основном составе дзюдоистской команды Италии и продолжила принимать участие в крупнейших международных турнирах. Так, в 2005 году она добавила в послужной список бронзовые медали, выигранные в полутяжёлом весе на Средиземноморских играх в Альмерии и на чемпионате Европы в Роттердаме. Год спустя на европейском первенстве в Тампере была пятой, ещё через год заняла седьмое место на чемпионате Европы в Белграде и пятое место на чемпионате мира в Рио-де-Жанейро.
Будучи в числе лидеров итальянской национальной сборной, благополучно прошла квалификацию на Олимпийские игры 2008 года в Пекине. На сей раз до призового подиума не добралась, в стартовом поединке прошла сильную японку Саэ Накадзаву, но затем проиграла испанке Эстер Сан Мигель. В утешительных встречах за третье место потерпела поражение от представительницы Бразилии Эдинанси Силвы. Вскоре по окончании этих соревнований приняла решение завершить карьеру профессиональной спортсменки, уступив место в сборной молодым итальянским дзюдоисткам.
Кавалер ордена «За заслуги перед Итальянской Республикой» (2004).